# Baltische Beker 1937
De Baltische Beker van 1937 was de 9e editie van de Baltische Beker. Het toernooi werd gehouden van 1 tot en met 7 september 1937 in Litouwen. Letland werd kampioen.

## Eindstand
| Team     | Gsp | W | G | V | DV | DT | DS | Ptn |
| -------- | --- | - | - | - | -- | -- | -- | --- |
| Letland  | 2   | 1 | 1 | 0 | 6  | 2  | +4 | 3   |
| Estland  | 2   | 1 | 1 | 0 | 5  | 1  | +4 | 3   |
| Litouwen | 2   | 0 | 0 | 2 | 1  | 9  | –8 | 0   |

## Wedstrijden
|                                                  |                     |       |                                                                            |                                                                                           |
| 3 september «onderlinge duels» 16:00 uur (UTC+2) | Litouwen            | 1 – 5 | Letland                                                                    | Valstybinis stadionas, Kaunas Toeschouwers: 8.000 Scheidsrechter: Hans Frankenstein (AUT) |
| 3 september «onderlinge duels» 16:00 uur (UTC+2) | Jonas Paulionis 72' |       | 4', 45' (pen.) Fricis Kaņeps 11', 30' Vaclavs Borduško 67' Iļja Vestermans | Valstybinis stadionas, Kaunas Toeschouwers: 8.000 Scheidsrechter: Hans Frankenstein (AUT) |

|                                                  |                     |       |                     |                                                                                           |
| 4 september «onderlinge duels» 16:00 uur (UTC+2) | Estland             | 1 – 1 | Letland             | Valstybinis stadionas, Kaunas Toeschouwers: 8.000 Scheidsrechter: Hans Frankenstein (AUT) |
| 4 september «onderlinge duels» 16:00 uur (UTC+2) | Richard Kuremaa 68' |       | 35' Iļja Vestermans | Valstybinis stadionas, Kaunas Toeschouwers: 8.000 Scheidsrechter: Hans Frankenstein (AUT) |

|                                                  |          |                                                                |         |                                                                                           |
| 5 september «onderlinge duels» 16:00 uur (UTC+2) | Litouwen | 0 – 4                                                          | Estland | Valstybinis stadionas, Kaunas Toeschouwers: 8.000 Scheidsrechter: Hans Frankenstein (AUT) |
| 5 september «onderlinge duels» 16:00 uur (UTC+2) |          | 3', 50' Georg Siimenson 22' Heinrich Uukkivi 37' Aavo Sillandi |         | Valstybinis stadionas, Kaunas Toeschouwers: 8.000 Scheidsrechter: Hans Frankenstein (AUT) |

## Finale
|                                                  |         |                                       |         |                                                                                           |
| 7 september «onderlinge duels» 16:00 uur (UTC+2) | Estland | 0 – 2                                 | Letland | Valstybinis stadionas, Kaunas Toeschouwers: 6.000 Scheidsrechter: Hans Frankenstein (AUT) |
| 7 september «onderlinge duels» 16:00 uur (UTC+2) |         | 12' Jānis Rozītis 19' Iļja Vestermans |         | Valstybinis stadionas, Kaunas Toeschouwers: 6.000 Scheidsrechter: Hans Frankenstein (AUT) |

## Kampioen
| Kampioen 1937    |
| ---------------- |
| Letland 4e titel |